# Dimetilargininaza
Dimetilargininaza (EC 3.5.3.18, dimetilargininska dimetilaminohidrolaza, -dimetilargininska dimetilaminohidrolaza, -dimetil-L-argininska dimetilamidohidrolaza, omega,omega'-di-N-metil-L-arginin dimetilamidohidrolaza, omega,omega'-metil--arginin dimetilamidohidrolaza) je enzim sa sistematskim imenom Nomega,omega'-dimetil--arginin dimetilamidohidrolaza. Ovaj enzim katalizuje sledeću hemijsku reakciju
omega,omega'-dimetil--arginin + H2O {\displaystyle \rightleftharpoons } dimetilamin + L-citrulin
Ovaj enzim takođe deluje na Nomega-metil--arginin.

## Literatura
- Nicholas C. Price; Lewis Stevens (1999). Fundamentals of Enzymology: The Cell and Molecular Biology of Catalytic Proteins (Third изд.). USA: Oxford University Press. ISBN 019850229X.
- Eric J. Toone (2006). Advances in Enzymology and Related Areas of Molecular Biology, Protein Evolution (Volume 75 изд.). Wiley-Interscience. ISBN 0471205036.
- Branden C; Tooze J. Introduction to Protein Structure. New York, NY: Garland Publishing. ISBN 0-8153-2305-0.
- Irwin H. Segel. Enzyme Kinetics: Behavior and Analysis of Rapid Equilibrium and Steady-State Enzyme Systems (Book 44 изд.). Wiley Classics Library. ISBN 0471303097.

## Spoljašnje veze
- Dimethylargininase на 